# Anthophora excelsior
Anthophora excelsior là một loài Hymenoptera trong họ Apidae. Loài này được Strand mô tả khoa học năm 1916.